# 백기단
백기단(白旗團, 아랍어: الرايات البيض, 쿠르드어: ئاڵا سپییەکان 알렌 스피)은 수피야니윤(쿠르드어: 스피야니윤 Sufyanîyûn)으로도 알려진 이라크 북부 분쟁 지역 (북부 이라크)에 거점을 둔 안사르 알 이슬람의 한 분파로 알려진 쿠르드족 무장 단체이다. 이 단체의 첫 번째로 알려진 등장은 2017년 10월 키르쿠크 전투 (2017년) 동안이었는데, 연방 정부가 쿠르드 자치구 정부가 점령했던 분쟁 지역의 통제권을 되찾았을 때였다.

## 이념
이라크 민간 및 군 관계자와 지역 전문가들은 백기단이 이라크의 키르쿠크 장악에 대한 대응으로 설립된 쿠르드 민족주의 또는 분리주의 파벌이며, 그 구성원들은 스스로를 "쿠르드 저항군"이라고 부른다고 주장한다. 미국 국방 및 군 관계자들도 "쿠르드 테러리스트와 이전 이라크 레반트 이슬람국 전투원들의 연합" 또는 쿠르드 이라크 레반트 이슬람국과 안사르 알 이슬람 잔존 세력의 연합으로 보인다고 말했다. 이라크 정보기관과 빌 로지오는 이 단체가 안사르 알 이슬람의 한 파벌이 이름을 바꾼 시도이거나, 심지어 이라크 정부에 반대하는 지역 쿠르드 운동일 가능성도 있다고 말했다. 이라크 정부는 백기단이 안사르 알 이슬람의 표면단체라고 밝혔다.
이러한 주장들은 백기단의 지도자이자 설립자인 아시 알카왈리가 종교인이자 쿠르디스탄 민주당의 확고한 지지자였다는 사실에 의해 뒷받침되었다. 그는 또한 물라 크레카르와도 긴밀한 관계를 맺고 있었다. 백기단의 변형된 깃발에는 "안사르 알 이슬람 운동"이라는 문구가 쓰여 있었다.

## 조직과 전술
백기단은 이라크 당국에 의해 테러 조직으로 간주된다. 2017년 말, 한 이라크 투르크멘 의원이 쿠르드 지도자들이 이 단체를 지지한다고 비난했다. 이는 쿠르드 자치구 정부에 의해 부인되었다. 이 단체의 지도자인 히와 초르(외눈의 무장단체원)는 전 알카에다 이라크 지부의 일원이었으나, 그들의 국제 칼리프 국가 계획에 동의하지 않아 조직을 떠났다. 이 단체는 매복과 같은 다양한 게릴라 전술을 사용하며 급조폭발물을 활용한다. 또한 박격포와 로켓을 사용한다. 이 단체는 투즈 후르마투와 그 주변에서 활동하며 이 지역의 유전과 도로에 대한 잦은 공격을 감행했다. 백기단은 주로 투르크멘 또는 시아파 아랍 정당과 관련된 시설을 목표로 삼는다.
쿠르드족은 일반적으로 이라크 정부가 백기단의 존재를 완전히 날조했거나 적어도 심하게 과장했다고 믿었다. 그럼에도 불구하고, 이 단체는 분쟁 지역 (북부 이라크)의 상황이 안정되면서 2018년에 사라졌다.

## 같이 보기
- 이라크 내란 (2017년~현재)
- 안사르 알 이슬람
- 쿠르디스탄 여단
- 라위티 샥스